# Sigloy
Sigloy és un municipi francès, situat al departament del Loiret i a la regió de Centre – Vall del Loira. L'any 2007 tenia 621 habitants.

## Demografia

### Població
El 2007 la població de fet de Sigloy era de 621 persones. Hi havia 217 famílies, de les quals 45 eren unipersonals (29 homes vivint sols i 16 dones vivint soles), 49 parelles sense fills, 107 parelles amb fills i 16 famílies monoparentals amb fills.
La població ha evolucionat segons el següent gràfic:
Habitants censats

### Habitatges
El 2007 hi havia 268 habitatges, 229 eren l'habitatge principal de la família, 22 eren segones residències i 16 estaven desocupats. 264 eren cases i 3 eren apartaments. Dels 229 habitatges principals, 191 estaven ocupats pels seus propietaris, 35 estaven llogats i ocupats pels llogaters i 3 estaven cedits a títol gratuït; 1 tenia una cambra, 9 en tenien dues, 25 en tenien tres, 60 en tenien quatre i 135 en tenien cinc o més. 176 habitatges disposaven pel capbaix d'una plaça de pàrquing. A 88 habitatges hi havia un automòbil i a 127 n'hi havia dos o més.

### Piràmide de població
La piràmide de població per edats i sexe el 2009 era:
| Homes | Edats   | Dones |
| ----- | ------- | ----- |
| 0     | 95 o +  | 4     |
| 0     | 90 a 94 | 4     |
| 8     | 85 a 89 | 0     |
| 4     | 80 a 84 | 0     |
| 12    | 75 a 79 | 4     |
| 8     | 70 a 74 | 12    |
| 20    | 65 a 69 | 20    |
| 8     | 60 a 64 | 8     |
| 16    | 55 a 59 | 20    |
| 28    | 50 a 54 | 20    |
| 24    | 45 a 49 | 24    |
| 12    | 40 a 44 | 4     |
| 28    | 35 a 39 | 20    |
| 12    | 30 a 34 | 24    |
| 12    | 25 a 29 | 16    |
| 20    | 20 a 24 | 8     |
| 16    | 15 a 19 | 4     |
| 20    | 10 a 14 | 12    |
| 28    | 5 a 9   | 16    |
| 16    | 0 a 4   | 20    |

## Economia
El 2007 la població en edat de treballar era de 386 persones, 303 eren actives i 83 eren inactives. De les 303 persones actives 286 estaven ocupades (160 homes i 126 dones) i 15 estaven aturades (7 homes i 8 dones). De les 83 persones inactives 28 estaven jubilades, 20 estaven estudiant i 35 estaven classificades com a «altres inactius».

### Ingressos
El 2009 a Sigloy hi havia 234 unitats fiscals que integraven 647,5 persones, la mediana anual d'ingressos fiscals per persona era de 19.814 €.

### Activitats econòmiques
Dels 15 establiments que hi havia el 2007, 1 era d'una empresa extractiva, 1 d'una empresa alimentària, 4 d'empreses de construcció, 3 d'empreses de comerç i reparació d'automòbils, 1 d'una empresa de transport, 2 d'empreses d'hostatgeria i restauració, 1 d'una empresa immobiliària i 2 d'empreses de serveis.
Dels 5 establiments de servei als particulars que hi havia el 2009, 1 era un taller de reparació d'automòbils i de material agrícola, 1 paleta, 2 electricistes i 1 restaurant.
L'únic establiment comercial que hi havia el 2009 era una fleca.
L'any 2000 a Sigloy hi havia 21 explotacions agrícoles que ocupaven un total de 1.118 hectàrees.

## Equipaments sanitaris i escolars
El 2009 hi havia una escola elemental integrada dins d'un grup escolar amb les comunes properes formant una escola dispersa.

## Poblacions més properes
El següent diagrama mostra les poblacions més properes.